# Bosc Sectorial de Puigbalador
El Bosc Sectorial de Puigbalador (en francès, oficialment, Forêt Sectionale de Puyvalador) és un bosc del terme comunal de Puigbalador, de la comarca del Capcir, a la Catalunya del Nord.
Aquest bosc, de 7,16 km² d'extensió, està situat a la zona central del terme comunal de Puigbalador, des del nord-oest fins al nord-est del poble d'aquest nom.
El bosc està sotmès a una explotació gestionada per la comuna de Puigbalador, atès que la propietat del bosc és de la comuna. Té el codi identificador de l'ONF F16306D.